# Stachyóza
Stachyóza je tetrasacharid skládající se ze dvou α-D-galaktózových, jedné α-D-glukózové a jedné β-D-fruktózové jednotky spojených do Gal(α1→6)Gal(α1→6)Glc(α1↔2β)Fru řetězce. Společně s jinými podobnými oligosacharidy, jako je například rafinóza, se vyskytuje v řadě druhů zeleniny, jakými jsou fazole a sója, i v jiných rostlinách.
Stachyóza má o 28 % menší sladkost než sacharóza. Používá se jako sladidlo a využívají se také její vlastnosti typické pro oligosacharidy. Pro člověka není zcela stravitelná; její energetická hodnota je mezi 6 a 10 kJ/g.